# Limnantàcies
Limnanthaceae són una família d'herbàcies anuals que es presenten a l'Amèrica del Nord temperada. N'hi ha 8 espècies. Algunes espècies es cultiven er a produir oli de llavors, d'altres estan amenaçades d'extinció i han estat focus de disputes en alguns plans de desenvolupament a Calfòrnia (p.e. Limnanthes floccosa subsp. californica, Limnanthes vinculans) 
Les Limnanthaceae tenen gust de mostassa, raves o tàperes.
Es reconeixen dos gèneres en aquesta família. El gènere Floerkea ésmonotípic. Limnanthes té 7 espècies.

## Taxonomia
| Gènere             | Secció     | Tàxon                               |
| ------------------ | ---------- | ----------------------------------- |
| Floerkea           |            | Floerkea proserpinacoides Willdenow |
| Limnanthes R.Brown | Limnanthes | L. bakeri                           |
| Limnanthes R.Brown | Limnanthes | L. douglasii subsp. douglasii       |
| Limnanthes R.Brown | Limnanthes | L. douglasii subsp. sulphurea       |
| Limnanthes R.Brown | Limnanthes | L. douglasii subsp. nivea           |
| Limnanthes R.Brown | Limnanthes | L. douglasii subsp. rosea           |
| Limnanthes R.Brown | Limnanthes | L. douglasii subsp. striata         |
| Limnanthes R.Brown | Limnanthes | L. macounii                         |
| Limnanthes R.Brown | Limnanthes | L. vinculans                        |
| Limnanthes R.Brown | Inflexae   | L. alba supsp. alba                 |
| Limnanthes R.Brown | Inflexae   | L. alba subsp. versicolor           |
| Limnanthes R.Brown | Inflexae   | L. alba subsp. gracilis             |
| Limnanthes R.Brown | Inflexae   | L. alba subsp. parishii             |
| Limnanthes R.Brown | Inflexae   | L. floccosa subsp. floccosa         |
| Limnanthes R.Brown | Inflexae   | L. floccosa subsp. bellingeriana    |
| Limnanthes R.Brown | Inflexae   | L. floccosa subsp. californica      |
| Limnanthes R.Brown | Inflexae   | L. floccosa subsp. grandiflora      |
| Limnanthes R.Brown | Inflexae   | L. floccosa subsp. pumila           |
| Limnanthes R.Brown | Inflexae   | L. montana Jepson                   |